# Università di Pittsburgh
La University of Pittsburgh è una università pubblica fondata nel 1787 a Pittsburgh, Pennsylvania.
La scuola di medicina (University of Pittsburgh School of Medicine) ed il centro medico (University of Pittsburgh Medical Center) dell'università sono conosciuti centri di trapianto di organi. Il centro medico contribuisce a dirigere l'Istituto mediterraneo per i trapianti e terapie ad alta specializzazione (ISMETT) di Palermo. L'università è anche nota per il suo grattacielo conosciuto come la  Cattedrale di Apprendimento.

## Ricerca biomedica
L'Università di Pittsburgh è un leader nella promozione della salute pubblica e per il suo ruolo nella ricerca biomedica. Jonas Salk ha creato un vaccino contro la polio alla Scuola di Medicina dell'Università di Pittsburgh.

## Sport
I Panthers fanno parte della NCAA Division I e sono da sempre affiliati all'Atlantic Coast Conference. 

### Football americano
I Pittsburgh Panthers sono famosi soprattutto per la squadra di football che è stata campione NCAA per ben 9 volte, l'ultima delle quali nel 1976.

### Pallacanestro
In epoca pre torneo NCAA, i Pittsburgh Panthers sono stati riconosciuti campioni nazionali ben due volte: 1928 e 1930. Da quando esiste il torneo NCAA (1939), il miglior risultato raggiunto è stata la Final Four conquistata nel 1941. In epoca più recente, i Panthers hanno vinto 4 volte il torneo della Big East: 1981, 1982, 2003, 2008. Buoni i risultati ottenuti negli ultimi anni, con 10 qualificazioni consecutive al Torneo NCAA con 4 accessi alle Sweet Sixteen. 

## Galleria d'immagini

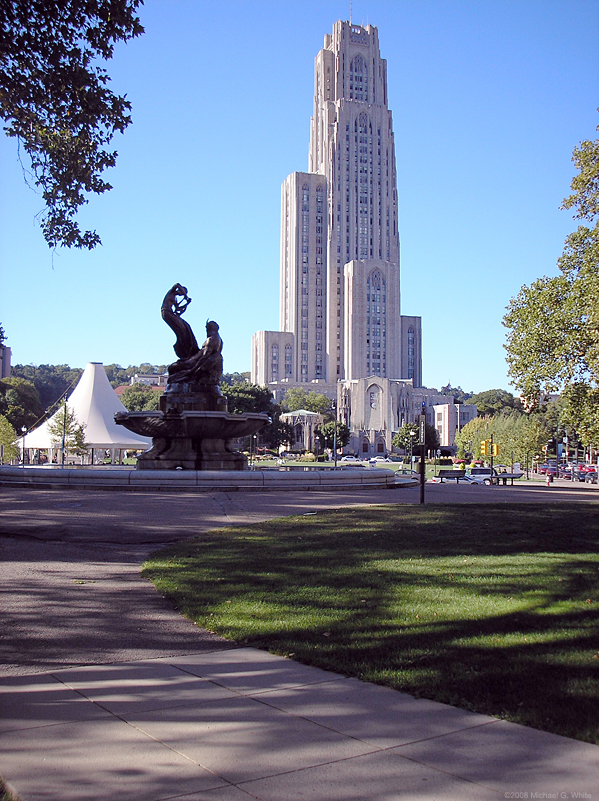
La Cattedrale di Apprendimento.
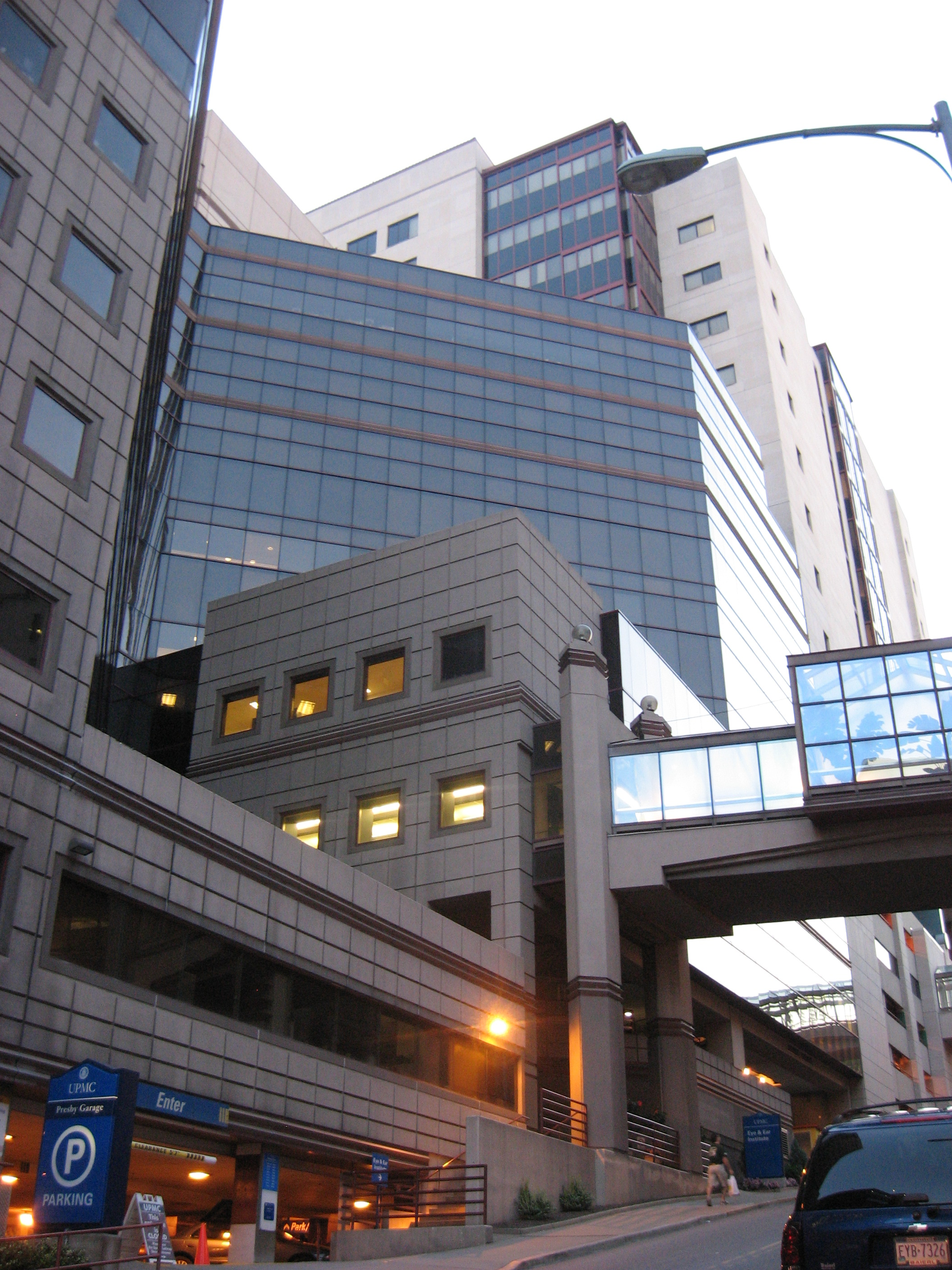
Uno dei più complessi biomediche.
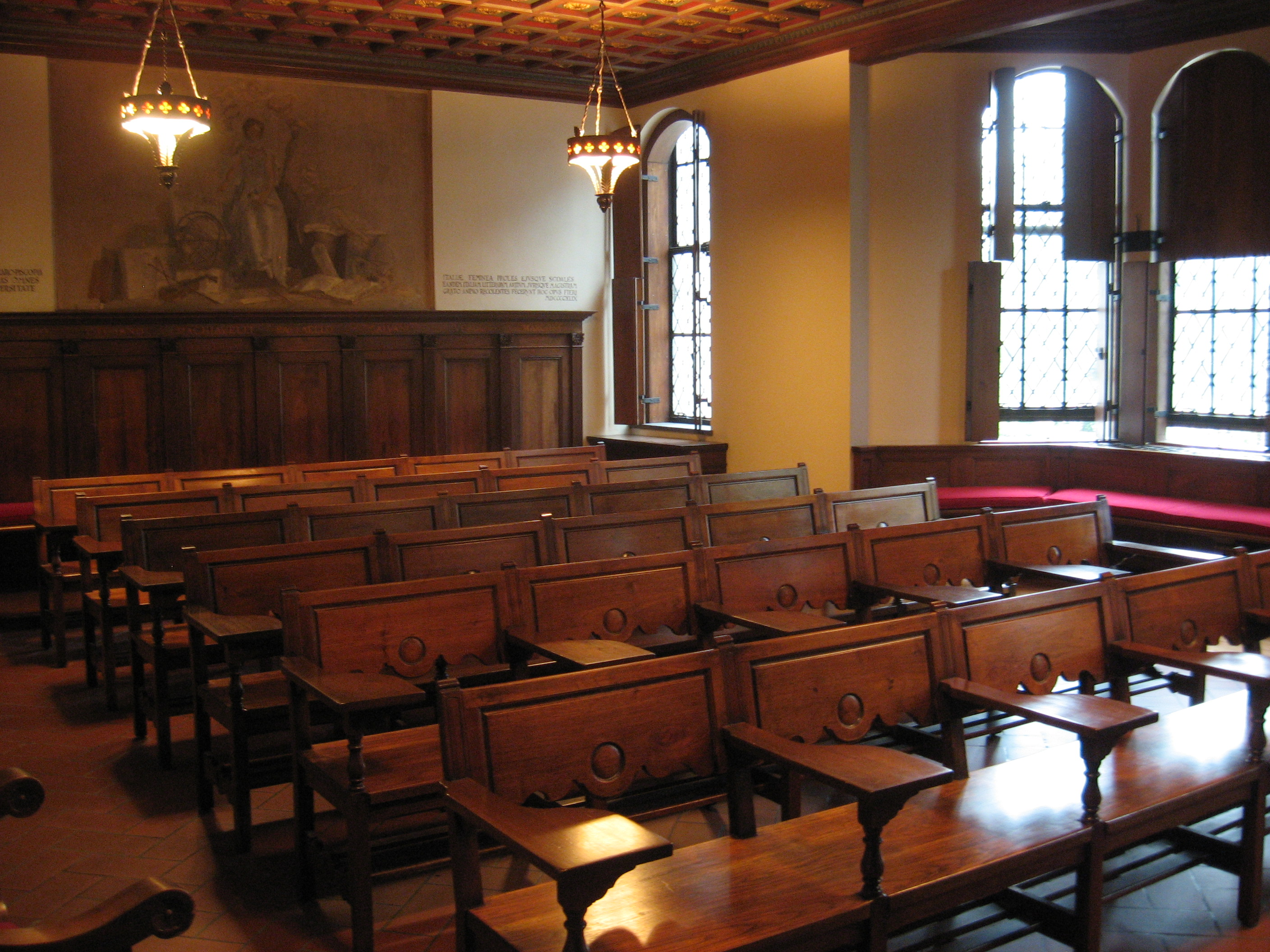
Nazionalità Italiana Camera nella Cattedrale di Apprendimento.